# ムプルング
ムプルング（Mpulungu）は、ザンビアの北部州の都市。
2010年の人口は2万9103人。
ザンビア北東部に位置し、タンザニア国境に近い。
タンガニーカ湖の最南端に位置し、内陸国であるザンビア唯一の港となっている。
ムプルング港からは、タンガニーカ湖を通ってタンザニア・コンゴ民主共和国・ブルンジへと船での連絡がある。
フェリーがタンザニアのカサンガやキゴマへと出ており、そこからブルンジの首都ブジュンブラへと連絡便が出ている。
ムプルングには漁港があり、またグレート・ノース・ロードの終点である。
2007年に、ムプルングから南を走るタンザン鉄道へ鉄道を延伸する計画が発表された。
この計画は南のムピカを通って深水港のあるモザンビークのナカラ港まで結ぶことを予定している。